# 岐阜市西部事務所
岐阜市西部事務所（ぎふしせいぶじむしょ）とは、岐阜県岐阜市にある公共施設。
岐阜市役所の出先機関の一つであり、「岐阜市役所西部事務所」「西部事務所」とも称する。

## 概要
- 岐阜市には1978年（昭和53年）時点では28の支所が存在した。そのためこれらの支所を統廃合し、1986年（昭和61年）までに新たに6つの事務所[1]を設置した。西部事務所は6つの事務所で最初に設置された事務所であり、1984年（昭和59年）4月2日に開館した[2]。
- 管轄下に方県連絡所（方県公民館に併設）と網代連絡所（網代公民館に併設）がある。

## 業務時間
- 月曜日から金曜日の9時から17時（土曜日・日曜日・祝日・年末年始を除く）

## 業務内容
- 住民票・戸籍・印鑑登録証明書などの証明書の発行
- 住所異動届（転入・転出・転居等）の受付
- 戸籍届出（婚姻・出生・死亡等）の受付
- 国民健康保険の受付
- 国民年金の受付
- 転入学の受付
- 埋火葬許可の受付

2019年（令和元年）9月2日からは、福祉、健康、子育てなどに関する事務の一部の窓口を行っている。

## 管轄地域
- 木田、北柿ケ瀬、下尻毛、南柿ケ瀬、木田1-5丁目、尻毛1-3丁目、今川、折立、黒野、御望、下鵜飼、古市場、洞、交人、黒野南1-4丁目、大学北1-3丁目、大学西1・2丁目、深坂1・2丁目、柳戸、御望1-6丁目、下鵜飼1・2丁目、古市場老ノ上、古市場神田、古市場高宮、古市場中原、古市場東町田、古市場高田、安食、石谷、岩利、佐野、彦坂、村山、彦坂川上、彦坂川北、彦坂川南、安食字荒毛、安食字志良古、安食字竹田、安食字三内前、安食字竜巣前、石谷1-6丁目、村山1・2丁目、村山4丁目、安食1-6丁目、岩利1-7丁目、佐野1丁目、上西郷、小野、下西郷、中、中西郷、上西郷1-9丁目、小野1-6丁目、下西郷1-5丁目、中1・2丁目、中西郷1-7丁目、上尻毛、川部、小西郷、西改田、西改田字川向、西改田字米野、西改田字若宮、西改田東改田入会地、東改田、東改田字腰前田、東改田字再勝、東改田字鶴田、又丸、西改田上の町、西改田先道、西改田夏梅、西改田松の木、西改田宮西、西改田村前、上尻毛八幡、上尻毛日吉、川部1-6丁目、又丸津島、又丸宮東、又丸村中、又丸柳町、又丸町畑、東板谷、小西郷1-3丁目、西改田七石、河渡、曽我屋、寺田、一日市場、一日市場北町（一部）、鏡島（一部）、河渡1-6丁目、曽我屋1-8丁目、寺田1-7丁目、西河渡1-5丁目、一日市場1-4丁目、秋沢、奥、外山、西秋沢、則松、雛倉、秋沢1・2丁目、奥1・2丁目、西秋沢1・2丁目、則松1-5丁目、雛倉1-3丁目[3]。

※方県地区、黒野地区、西郷地区、網代地区、木田地区、七郷地区、合渡地区にほぼ該当する。

## 所在地
- 岐阜市下鵜飼1丁目88番地3

## 公共交通機関
- 岐阜バス黒野線「黒野城跡前」より徒歩約10分。
  - 名鉄岐阜駅（岐阜バスターミナル）・岐阜駅（JR岐阜駅バスターミナル）より、【C45】「御望野」、【C48】「宝珠ハイツ」、【C46】「西秋沢」、【C47】「本巣市役所」行き
- 黒野・西郷地区ほっとバス「西部事務所」バス停より徒歩すぐ。